# Miantochora ochraria
Miantochora ochraria är en fjärilsart som beskrevs av George Thomas Bethune-Baker 1913. Miantochora ochraria ingår i släktet Miantochora och familjen mätare. Inga underarter finns listade i Catalogue of Life.